# Заславский, Евгений Осипович
Засла́вский Евге́ний О́сипович (1844, Воронеж — 13 июня 1878, Петербург) — русский революционер-народник. Организатор и руководитель первой политической рабочей организации в Российской империи — «Южно-российского союза рабочих».

## Биография
Из дворянской семьи. Участвует в революционно-демократическом студенческом движении.
- 1872 — ведёт пропагандистскую деятельность в нелегальной школе для рабочих в Одессе: читает лекции по политэкономии, знакомит с романом Н. Г. Чернышевского «Что делать?», с произведениями немецкого социалиста Ф. Лассаля. На средства жены-единомышленницы открывает книгопечатню.
- Весной 1875 под руководством Заславского оформился «Южно-российский союз рабочих». При составлении устава этой организации Заславский использовал положения «Временного Устава Международного товарищества рабочих», написанного К. Марксом. Но марксистом не был, хотя и признавал необходимость политической борьбы. Находясь под влиянием П. Л. Лаврова, полагал, что к социализму приведут образование рабочих, политическое воспитание, которые и позволят впоследствии совершить революционный переворот.
- В 1875 году «Союз» был разгромлен, а Заславский арестован.
- 1877 приговорен к 10 годам каторги.
- 13 июня 1878 года в Петербургской тюремной больнице умер от туберкулёза.

## Память
Имя Заславского носила до 2018 года улица в Одессе.